# Anisodes nigridisca
Anisodes nigridisca är en fjärilsart som beskrevs av Paul Dognin 1910. Anisodes nigridisca ingår i släktet Anisodes och familjen mätare. Inga underarter finns listade i Catalogue of Life.